# Aviación comercial

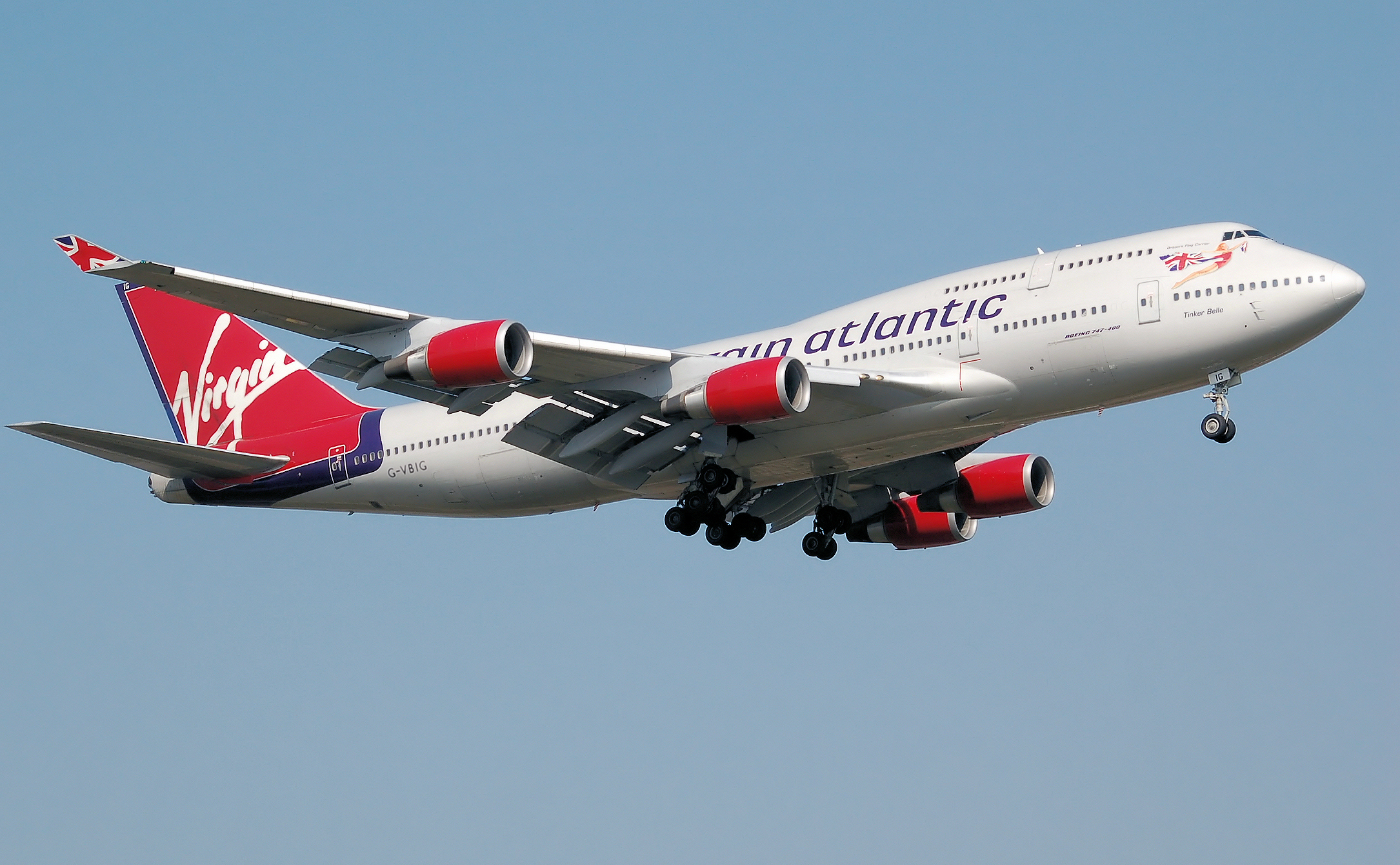
Boeing 747-400 de Virgin Atlantic

La aviación de transporte regular comercial es una actividad que desempeñan las compañías aéreas, ya sean estas grandes o pequeñas, dedicadas al transporte aéreo bien de personas, bien de mercancías, de manera regular, es decir con itinerario.

## Importancia

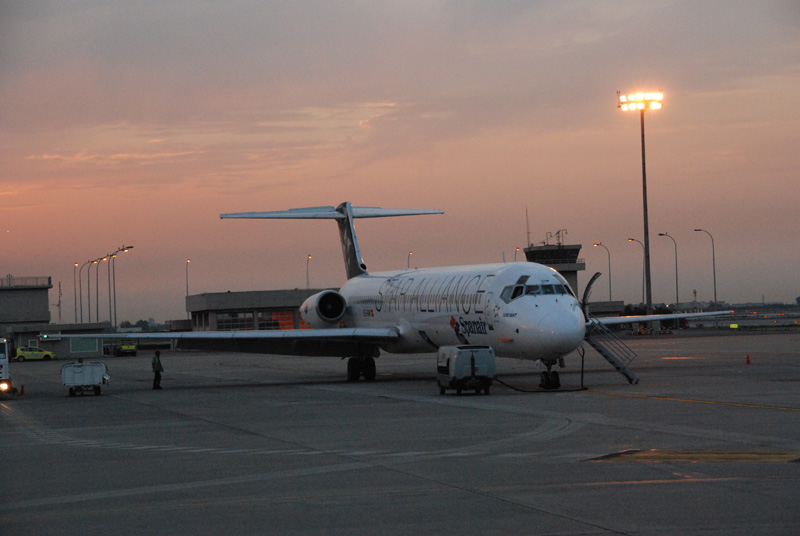
Avión MD en el El Prat de Barcelona (España)

Con el aumento de los retos de los mercados emergentes, las nuevas líneas de productos, nuevas tecnologías, nuevas regulaciones, nuevas exigencias y nuevas formas de hacer negocios - combinados con el crecimiento estratégico, adquisiciones / fusiones y desafíos de los modelos de costos del operador.

## Historia internacional
La historia de la aviación comercial forma parte evidentemente de la historia de la aviación. Remonta su nacimiento a los instantes posteriores al lanzamiento de los primeros aviones y se puede centrar en los alrededores del año 1910, con el vuelo de los primeros aviones encargados de hacer el transporte aéreo de correo, durante la Primera Guerra Mundial. En 1919 nacen las primeras compañías aéreas, que en nuestros días siguen volando en los cielos del mundo. Se trata de KLM, de los Países Bajos, en Europa; y de Avianca, de Colombia, en América. Esta última nació en una de las principales ciudades colombianas, en Barranquilla, con el nombre de Sociedad Colombo-Alemana de Transporte Aéreo (SCADTA), aunque en 1940 pasó a llamarse Aerovías Nacionales de Colombia S.A., y desde 2006  se conoce como Aerovías del Continente Americano S. A. Avianca. Cabe destacar que en el año 1939 la compañía PanAm ya hacía rutas entre el océano Atlántico y el Pacífico, transportando de forma combinada pasajeros y correo. Un ejemplo de aviación comercial de estos primeros tiempos fue el Boeing B40, que operó entre San Francisco-Chicago. Previamente, en la década de los 30, la joven compañía aérea Boeing Transport Inc. había liderado este servicio mediante el hidroavión denominado Boeing 314 Clipper. 

### Los años de la Segunda Guerra Mundial
El anuncio de la Segunda Guerra Mundial produjo un lapsus en el servicio aéreo comercial en Europa. La situación de la guerra planteaba muchas alternativas y la aviación militar cobró una mayor relevancia. Algunas de las compañías pusieron todos, o la mayoría, de sus recursos al servicio del ejército y la aviación militar de los respectivos países implicados en el conflicto. Otras compañías incluso cesaron sus actividades por completo. Es el caso de Air France, que cerró en el año 1940, debido a la ocupación de Francia, y de Greater Japanese Airways, que cesó al involucrarse Japón en la Guerra. En cambio, otras compañías como KLM continuaron operando en otros continentes.

### El nacimiento de la aviación a reacción

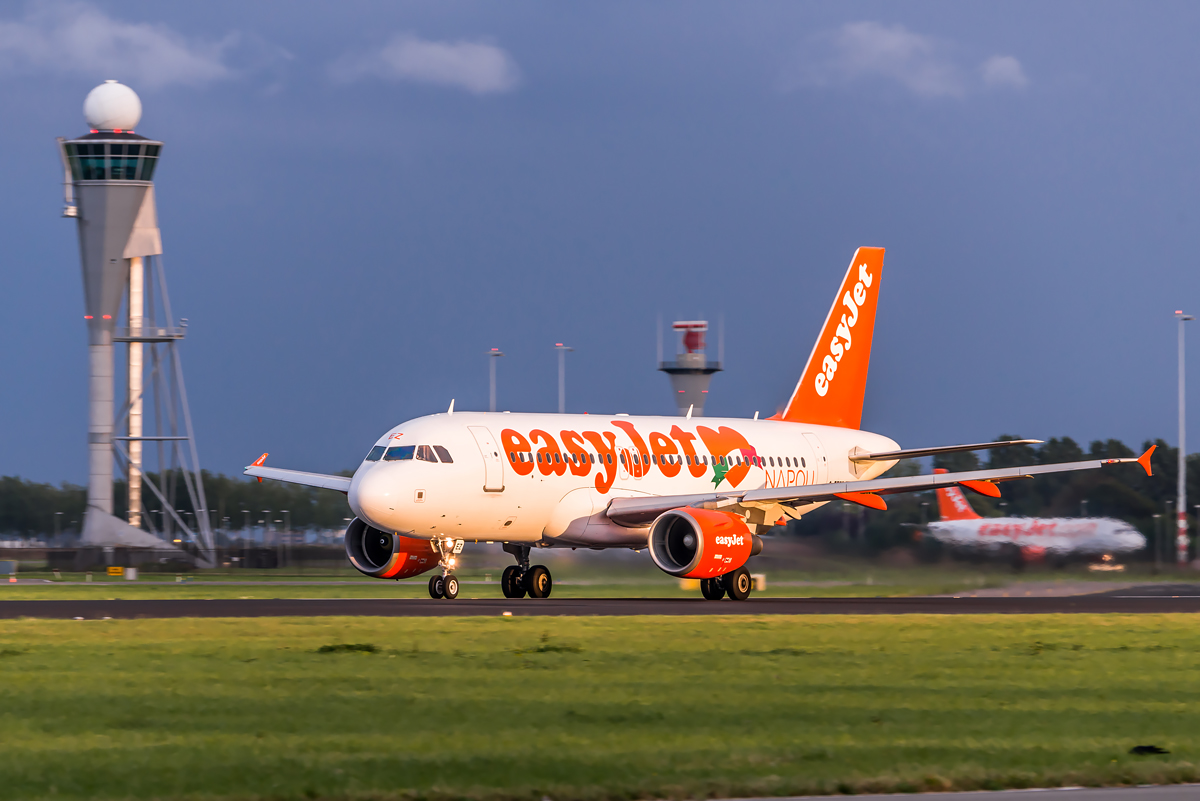
EasyJet A319 en Ámsterdam Schiphol (Países Bajos)

El empleo de motores a reacción logró revolucionar el transporte aéreo por completo, ya que estos nuevos aviones permitían volar a mayor velocidad (reducción de tiempos de vuelo) y emplear mayores altitudes de vuelo (lo cual suponía evitar inclemencias atmósféricas). De este modo, reducían los posibles incidentes que podrían retrasar vuelos y, así, disminuían en los trayectos. Por ejemplo, la duración del vuelo entre Tokio y Londres pasó de 85 horas a 36.
En los primeros instantes de vuelo de este tipo de avión se generaron algunas resistencias hacia el desarrollo de este sistema de propulsión en los aviones comerciales, ya que el empleo de altas temperaturas en sus motores, al alto índice de consumo se sospechaba que tendrían una vida efectiva bastante más pequeña que los turbohélices, y esto a pesar de sus indudablemente ventajosas prestaciones. Este escepticismo hizo que las compañías tuvieran que esforzarse por establecer nuevas medidas de mantenimiento de los aviones mucho más estrictas, así como tener que contratar personal más cualificado y construir instalaciones más sofisticadas para llevar a cabo este trabajo. La introducción del motor a reacción supuso un gran esfuerzo y tuvo que cambiar muchos conceptos en el negocio del transporte aéreo. 
La existencia de los primeros aviones capaces de volar a reacción supuso que las compañías aéreas comerciales empezaran a emplear este tipo de motores en sus aviones. La primera en hacerlo fue la British Overseas Aircraft Company (BOAC), que en el año 1952 fue capaz de volar con el Comet de Londres a Johannesburgo, haciendo paradas en la ciudad de Roma, Beirut, etc. En aquellos primeros años, mientras el DC3 volaba a 290km/h, el De Havilland Comet alcanzaba 772km/h, empleando un escaso nivel de ruido y muy pocas vibraciones.

## El advenimiento de leyes y regulaciones
La expansión y empleo del espacio aéreo a escala nacional y luego internacional hizo plantear a un conjunto de países la necesidad de establecer leyes y regulaciones que permitan un tráfico aéreo eficiente y seguro, esta convicción obligó a firmar convenios y protocolos internacionales que garantizaran la regularidad de los vuelos. De esta forma el 7 de diciembre de 1944 se firmó La Convención de Chicago formándose la OACI (Organización de Aviación Civil Internacional) o ICAO en inglés firmada en la actualidad por cincuenta y dos países.
En esa misma fecha se aprueba el Acuerdo de Tránsito y el Acuerdo de Transporte que regulan las ocho libertades del aire
Posteriormente, para mejorar y facilitar las operaciones de las aerolíneas comerciales entre países se ha recurrido a una serie de tratados bilaterales o multilaterales de transporte aéreo civil y/o militar siguiendo la política de cielos abiertos.